# Убийство Виктории Климби

Виктория Климби

Убийство Виктории Климби было совершено в 2000 году в Лондоне. Восьмилетняя ивуарийская девочка Виктория Аджо Климби (2 ноября 1991 — 25 февраля 2000) подверглась пыткам и была убита собственными опекунами. Публичное расследование её смерти стало поводом для серьёзных изменений в политике по защите детей в Соединённом Королевстве.
Климби родилась в Абобо (Кот-д’Ивуар), но переехала во Францию на учёбу к своей двоюродной бабушке Мари-Терез Кэу. В апреле 1999 года они переселились в Лондон. Точно не известно, когда Кэу начала плохо обращаться с Климби. Есть лишь подозрение, что ситуация ухудшилась после переезда Кэу и Климби в Англию. С ними отправился некий Карл Мэннинг, который встречался с Кэу. Жестокое обращение проявлялось в том, что Климби прижигали сигаретами, связывали на сутки и более, били велосипедными цепями, молотком и проводами. Ещё до её смерти в ситуации пыталась разобраться полиция, местный отдел социальных служб, Национальная служба здравоохранения, Национальное общество по предотвращению жестокого обращения с детьми и поместные церкви, однако никаких признаков нарушений выявлено не было. После смерти Климби судья назвал действия органов «ослепительно некомпетентными», так как ни один из них не смог должным образом расследовать дело и что-либо предпринять. Кэу и Мэннинг были осуждены за убийство и приговорены к пожизненному заключению.
После смерти Климби участники дела подверглись широкой критике. Началось публичное расследование, его возглавил лорд Лэминг. Следователи выявили множество упущенных возможностей спасти Климби, было также отмечено, что многие организации, участвовавшие в ситуации, имели серьёзные проблемы с управлением. Обсуждались и расовые аспекты дела, так как многие из фигурантов были чернокожими. Последующий доклад Лэминга содержал многочисленные рекомендации, касающиеся защиты детей в Англии. Смерть Климби имела ряд последствий: была сформирована правительственная программа «Каждый ребёнок значим»; подписан Закон о детях 2004 года; создан проект «ContactPoint» (правительственная база данных, предназначенная для хранения информации о всех детях Англии, коалиционное правительство свернуло проект в 2010 году); а также создано Управление уполномоченного по делам детей под председательством Детского комиссара Англии.

## Биография жертвы

### Кот-д’Ивуар и Франция
Виктория Климби родилась 2 ноября 1991 года в Абобо, недалеко от Абиджана (Кот-д’Ивуар). В своей семье она была пятым ребёнком из семи. Её родителями были Фрэнсис Климби и Берта Амоисси. Мари-Терез Кэу, тётя Фрэнсиса, родилась 17 июля 1956 года в Бонуа (Кот-д’Ивуар) и жила во Франции с тремя сыновьями. Кэу не работала и получала социальное пособие. Она развелась со своим мужем в 1978 году, он умер через 17 лет. В октябре 1998 года Кэу приехала на похороны брата в Кот-д’Ивуар, заодно она посетила семью Климби и сообщила, что хотела бы взять Викторию во Францию на обучение. Такого рода неформальная передача на воспитание была на то время типичным явлением. Виктория Климби была рада, что выбрали именно её, и, хотя её родители редко виделись с Кэу, им понравилась идея отправить дочь во Францию.
С этого момента Кэу начала делать вид, что Климби была её дочерью. Кэу изначально планировала взять другую девочку, свою родственницу Анну Кэу, но родители Анны отказались. Климби путешествовала с французским паспортом на имя Анны Кэу и носила это имя на протяжении всей своей жизни в Великобритании. Достоверно не известно, когда Кэу начала плохо обращаться с Климби. Родители Климби получили всего три сообщения о ней с момента её отъезда до смерти, во всех случаях им рассказывали, что она была в добром здравии.
Кэу и Климби покинули Кот-д’Ивуар примерно в ноябре 1998 года и вылетели в Париж, где Климби поступила в школу. В декабре 1998 года Кэу стала получать предупреждения о прогулах Климби, и в феврале 1999 года школа поставила ребёнка на учёт, к делу подключили социального работника. В школе замечали, что Климби часто засыпала на уроках. Директор школы позже вспоминал со ссылкой на Кэу, что Климби страдала от какой-то кожной болезни. Кроме того, 25 марта 1999 года, когда она последний раз посещала школу, у неё была выбрита голова и она носила парик. На момент их отъезда из Франции Кэу задолжала властям 3000 евро, так как по ошибке получила пособие на ребёнка. Утверждалось, что Кэу использовала Климби для получения пособий. Кэу также была выселена из своего дома во Франции из-за задолженности по арендной плате.

### Великобритания
24 апреля 1999 года Кэу и Виктория Климби покинули Францию и отправились в Великобританию, где поселились в Илинге, на западе Лондона. Они временно обосновались в Актоне в гостинице на Туайфорд-Кресент, где жили до 1 мая 1999 года, переехав после этого в хостел на Николл-Роуд в Харлсдене, боро Брент. 25 апреля 1999 года Кэу и Климби пришли в гости к Эстер Аке, дальней родственнице Кэу, работавшей акушеркой, консультантом и проповедником. Ака и её дочь отметили, что Климби была в парике и выглядела маленькой и хрупкой. 26 апреля 1999 года Кэу и Климби посетили илингский приют для бездомных, там их заметила Джули Уинтер, чиновник по делам бездомных. Уинтер помогла Кэу оформить заявку на место в приюте. Кэу объяснила, что Климби была в парике, так как у неё короткие волосы, Уинтер поверила. Хотя Кэу показала паспорт Климби (с фотографией Анны), Уинтер не обратила на него внимания и вынесла заключение, согласно которому Кэу не может рассчитывать на место в приюте, поскольку постоянно проживает во Франции. Решение Уинтер подтвердил её начальник. Уинтер позвонила Памеле Форчун, местному социальному работнику команды по оценке и направлениям. Она никак не задокументировала направление, в результате чего была упущена возможность проверить нестыковки в той части истории Кэу, которая касалась жизни Виктории во Франции и Великобритании.
В период между 26 апреля и началом июля 1999 года Кэу 18 раз посещала Илингский центр социальных услуг, пытаясь решить жилищные и финансовые вопросы. Климби была с ней по крайней мере десять раз. Персонал центра отметил неопрятный внешний вид Виктории, сотрудница Дебора Гаунт сказала, что девочка была похожа на ребёнка из рекламы ActionAid — организации, целью которой является борьба с нищетой. Тем не менее, они ничего не предприняли. Предполагается, что Кэу специально брала с собой Климби, дабы «убедить власти платить деньги». 8 июня 1999 года Кэу получила работу в больнице Нортвик Парк. Во время первого месяца работы Кэу ни она, ни Илингский центр социальных услуг не предприняли попыток определить Климби в школу или другое детское заведение.
8 июня 1999 года Кэу отвела Климби в поликлинику. Они попали на приём у медсестры, которая, однако, не проводила медицинский осмотр, поскольку жалоб на какое-то конкретное заболевание не было. К середине июня 1999 года Климби проводила бо́льшую часть времени в Бренте, дома у няни Присциллы Кэмерон, с которой Кэу познакомилась на работе в больнице, куда устроилась в начале месяца. Нет никаких оснований полагать, что во время пребывания Виктории с Кэмерон та с ней плохо обращалась. В ряде случаев Кэмерон замечала небольшие порезы на пальцах Климби. На вопрос Кэмерон Кэу ответила, что Климби порезалась, играя бритвенным лезвием. Примерно 14 июня 1999 года Кэу и Климби встретили на улице Аку. Ака заметила шрам на щеке Климби, это, возможно, и был первый признак умышленного физического вреда. Кэу сказала, что Климби упала на эскалаторе. 17 июня 1999 года Ака посетила дом Кэу и Климби, она сочла условия проживания неподходящими.
18 июня 1999 года Ака анонимно позвонила в Брентский центр социальных услуг, выразив озабоченность ситуацией с Климби. Сотрудник по работе с клиентами, Саманта Хант, получила вызов в «One Stop Shop» из «Brent House», в тот же день она отправила факсом направление в детский отдел по социальной работе. За весь рабочий день пятницы направление никто не взял, а свидетельские показания о дальнейших связанных с ним событиях, по словам главного следователя по делу лорда Лэминга, были «одними из самых странных и противоречивых» в расследовании. Через несколько дней, возможно, 21 июня 1999 года, Ака снова позвонила в Брентский центр социальных услуг. Она хотела убедиться, что её запрос рассматривается. Ака сказала, что ей ответили по телефону так: «Вероятно, они [работники центра] позаботились об этом». После этого звонка, однако, новое отдельное направление так и не было выдано. Первое направление обнаружили лишь через три недели, 6 июля 1999 года, когда Роберт Смит, административный сотрудник, внёс детали направления с подробной информацией о травмах Климби в электронную базу данных. Лэминг сказал, что задержка стала «важной упущенной возможностью» для спасения Климби. Эдвард Армстронг, менеджер дежурной команды, сказал, что не проводил обработку направлений за 18 июня. Их, по его словам, вообще не было в его кабинете. Он занимался направлениями за 21 июня, где не было столь серьёзных ситуаций, как с Климби. Лэминг назвал эту версию событий «абсолютно невероятной». Он пишет, что показания Армстронга почти во всём расходились с показаниями других свидетелей, что их правдоподобность «[оставляет] желать лучшего» и что своими действиями Армстронг пытался прикрыть «непрофессиональную обработку» дела его отделом.
14 июня 1999 года Кэу и Климби встретили Карла Мэннинга (род. 31 октября 1972 года), он вёл автобус, на котором они ехали. Так начались отношения Кэу и Мэннинга, которые закончились арестом восемь месяцев спустя. До неё Мэннинг ни с кем не встречался. Отношения развивались быстро и 6 июля 1999 года, Кэу и Климби переехали в однокомнатную квартиру Мэннинга на Сомерсет-Гарденс, в Тоттенхэме (боро Харинги). Есть доказательства того, что насилие по отношению к Климби усугубилось вскоре после переезда в квартиру Мэннинга.
7 июля 1999 года Брентский центр социальных услуг отправил письмо на Николл-Роуд, где Кэу и Климби жили раньше, письмо содержало уведомление о предстоящей проверке дома. 14 июля 1999 года два социальных работника, Лори Хоббс и Моника Бриджман, пришли к дому на Николл-Роуд, но им никто не открыл: Кэу и Климби съехали оттуда восемь дней назад. Хоббс и Бриджман не пытались разыскать Кэу и Климби. До визита они не делали никаких проверок и имели смутные представления о том, что они расследуют. В докладе Лэминг высказал предположение, что никто не делал никаких последующих докладов или замечаний и что единственной информацией, за исключением направления, были записи «Не по этому адресу. Переехали».

### Первая госпитализация
13 июля 1999 года Кэу привела Климби в дом Кэмерон и попросила её приютить у себя Викторию, потому что Мэннинг не желал видеть её в своём доме. Кэмерон согласилась взять её лишь на одну ночь. Дети Кэмерон, сын Патрик и дочь Аврил, заметили многочисленные травмы на теле Климби, в том числе ожог на лице и надорванную кожу на правом веке. Кэу сказала, что Климби сама себя покалечила. Показания Мэннинга в последующем допросе опровергли это: он рассказал, что бил Климби за её недержание мочи, начав с пощёчин, а к концу июля пустив в ход кулаки. Было весьма вероятно, что по крайней мере некоторые из травм стали результатом преднамеренного физического насилия.
На следующий день, 14 июля 1999 года, дочь Кэмерон Аврил повела Климби к Мари Кадер (учительнице французского в школе, где учился сын Аврил). Кадер посоветовала доставить Климби в больницу. В 11:00 того же дня Аврил привела Климби в отделение неотложной помощи Центральной больницы Мидлсекса. В 11:50 утра Климби осмотрел доктор Рис Бейнон, старший сотрудник отдела. Бейнон узнал историю Климби от Аврил и подумал, что, скорее всего, травмы не были случайными. Руководствуясь больничными принципами по защите детей, он передал дело доктору Экундайо Аджайи-Обе, регистратору вызовов педиатров. Бейнон провёл лишь беглый осмотр Климби, он думал, что с ней поработает группа педиатров. В докладе Лэминг сказал, что «он проявил здравый смысл в заботе о Виктории, направив её сразу к детскому регистратору». Климби прибыла в детскую палату, где её осмотрела Аджайи-Обе и обнаружила на теле девочки различные травмы. На вопрос о травмах Климби ответила, что нанесла их себе сама, педиатр не поверила словам девочки. Записи Аджайи-Обе были подробными и основательными, в отличие от записей других врачей, которые работали с Викторией. После осмотра Климби у педиатра возникли «сильные подозрения», что травмы не были случайными, и она решила поместить Климби в палату.
Врачи сообщили о Климби в полицию и социальные службы Брента, на протяжении 72 часов ей было запрещено покидать больницу. Кэу сказала врачам, что у неё была чесотка и что травмы она нанесла себе сама, но многие врачи и медсёстры заподозрили, что травмы не были случайными. Тем не менее Руби Шварц (педиатр-консультант и ответственный врач больницы по защите детей) действительно диагностировала чесотку и решила, что она и стала причиной травм. Она поставила этот диагноз, не поговорив с Викторией наедине. Шварц позже призналась, что допустила ряд процедурных ошибок в ходе осмотра и по его завершении. Другой доктор, один из интернов Шварц, ошибочно доложил центру социальных услуг, что в области защиты детей не было никаких проблем. Когда Мишель Хайн, сотрудник Брентского совета по защите детей, получила сообщение о травмах Климби, она планировала начать расследование дела. Однако на следующий день она услышала о диагнозе Шварц и понизила уровень защиты Климби, доверившись суждениям врача. Позже она выразила сожаление по поводу своих действий. По словам Шварц на допросе, она ожидала, что центр социальных услуг займётся делом Климби. Королевский адвокат Нил Гарнхэм на допросе после смерти Климби сказал ей: «Существовала большая опасность: с одной стороны вы, врач, и социальный работник — с другой; каждый ожидал, что другой будет вести расследование, в результате никто ничего не сделал». Шеф полиции поручил брентскому отделу по защите детей разобраться со случаем Климби, им занялась Рэйчел Дьюар. Когда социальный работник сказал, что у девочки была чесотка, было решено снять полицейскую защиту и позволить Климби вернуться домой. В соответствии с Законом о детях 1989 года Дьюар была обязана увидеться с Климби и сообщить ей, что та находится под защитой полиции, после чего расспросить её о подробностях, но она так и не сделала этого. Кроме того, она не встретилась ни с Кэу, ни с Мэннингом. Вместо этого Дьюар участвовала в семинаре по вопросам защиты детей. Гарнхэм позже сказал: «Нам нужно будет спросить, почему для неё было важнее участие в семинаре, чтобы узнать, как разбираться со случаями защиты детей, чем реальное дело по защите детей, за которое она в то время отвечала». 15 июля 1999 года Кэу забрала Климби домой.
В июле, вероятно, как раз перед тем, как Климби приняли в Центральную больницу Мидлсекса, Кэу подружилась с семейной парой, Жюльеном и Шанталь Кимбидима. За следующие пару месяцев Климби и Кэу несколько раз ездили домой. По словам Шанталь, Кэу всё время кричала на Климби и никогда не проявляла к ней теплоты.

### Вторая госпитализация
24 июля 1999 года Кэу доставила Климби в больницу Северного Мидлсекса с тяжёлым ожогом головы и другими травмами. В больнице не обнаружили признаков чесотки. Консультант Мэри Росситер подозревала, что к Климби применяют насилие, но в своих записях указала «готова к выписке». По словам Морин Энн Митс, другого врача больницы, когда Росситер сделала эту запись, она отметила, что Климби демонстрировала признаки безнадзорности, психологического и физического насилия. Позже на допросе Росситер сказала, что пометкой «готова к выписке» она не настаивала на возвращении Климби домой, а только отметила у неё достаточно хорошее состояние для выписки из больницы. Гарнхэм подчеркнул в ходе процесса: «Совершенно не очевидно, как этот тонкий нюанс мог быть различён по записи». Росситер призналась на допросе, что рассчитывала, что полиция и социальные службы обратят внимание на дело.
В то время, как Климби была в больнице, к рассмотрению дела приступил Центр социальных услуг Энфилда, затем передав его в Харинги. К делу были подключены социальный работник Лиса Артуруорри и полицейская из Совета Харинги Карен Джонс. Планировалось посетить Климби на дому 4 августа 1999 года, однако визит был отменён, как только Артуруорри и Джонс услышали о чесотке. Джонс позже сказала: «Это может показаться нелогичным, но я ничего не знаю о чесотке». Она сказала, что позвонила в больницу Северного Миддлсекса, чтобы получить информацию о болезни, но Гарнхэм указал, что ни один из сотрудников больницы не имел дела с таким запросом. Врач сказал Джонс, что на теле Климби были травмы со следами пряжки ремня, хотя на допросе она утверждала, что никаких признаков жестокого обращения с детьми не было.
5 августа 1999 года социальный работник из Харинги, Барри Алмейда, отвёл Климби в центр Национального общества по предотвращению жестокого обращения с детьми в Тоттенхэме, там дело поручили Сильвии Генри. Неизвестно, почему именно этот центр подключили к делу. Генри позже связалась с Алмейдой, и ей сказали, что Климби переехала в другой район, в итоге дело закрыли. Алмейда заявил, что не может вспомнить, состоялся ли этот разговор вообще. В тот же день Кэу встретилась с Артуруорри и Джонс в отделе социальных услуг Харинги. Она утверждала, будто Климби вылила на себя кипяток, чтобы остановить зуд от чесотки, а другие травмы она нанесла себе посудой. Социальный работник и полицейский поверили ей, решив, что травмы, скорее всего, были случайными, и позволили Климби вернуться домой на следующий день.

### Дальнейшие события
7 августа 1999 года Кэу посетила Илингский центр социальных услуг; ранее она подавала туда заявку на жительство, но ей отказали. Работа центра позже была названа «хаотичной». В ходе дальнейших мер сотрудник больницы связался с патронажной сестрой, но она сказала на допросе, что с ней никто не связывался. 13 августа 1999 года Росситер связалась с Петрой Китчман из Брентского совета, попросив её проследить за делом Климби. Китчман сказала на допросе, что связалась с Артуруорри, но Артуруорри отрицала это. Позже, 2 сентября 1999 года, Росситер направила второе письмо. Китчман сказала, что говорила о письме с Артуруорри, но та снова отрицала это. 16 августа 1999 года Артуруорри приходила с проверкой в дом Климби и нанесла повторный визит, когда Мэннинг начал заставлять девочку спать в ванной. Артуруорри сказала на допросе, что у неё складывалось впечатление, будто Климби была счастливой. Гарнхэм раскритиковал Артуруорри за то, что та не обнаружила никаких признаков насилия, хотя Мэннинг назвал этот визит «показухой». Артуруорри и Климби встречались четыре раза, в общей сложности они провели вместе менее получаса, почти не разговаривая друг с другом.
С тех пор Кэу держала Климби подальше от больниц, предпочитая церкви. Она сказала священникам, что её дочь (Климби) одержима демонами. Пастор местной церкви, Паскаль Ором, подумал, что причиной травм девочки была демоническая одержимость, и провёл сеанс экзорцизма. В другой раз Кэу привела Климби во Всемирную церковь «Царство Божие». Пастор Альваро Лима подозревал, что девочка подвергалась насилию, но ничего не предпринял. На допросе он сказал, что Климби говорила ему, что Сатана якобы приказал ей сжечь себя. Пастор не поверил ей, но продолжал думать, что девочка могла быть одержимой.
С октября 1999 по январь 2000 года Мэннинг заставлял Климби спать в ванной в мусорном пакете с её собственными экскрементами. В более поздних показаниях Мэннинг сказал полиции, что сделал это из-за её частого ночного недержания мочи. 1 ноября 1999 года Кэу сказала работникам Центра социальных услуг Харинги, что Мэннинг насиловал Климби, но сняла обвинения на следующий день. Во время одного из визитов Артуруорри в ходе разговора о жилье социальная работница заявила, что Совет предоставляет жильё только детям, которые предположительно подвергаются серьёзному риску. Лэминг сказал в своём докладе: «Может быть не случайным то, что в течение трёхдневного обсуждения Кэу связывалась с г-жой Артуруорри с целью сделать заявления, которые, если это правда, включили бы Викторию в эту категорию». Джонс отправила Кэу письмо, которое было проигнорировано, в итоге не было предпринято никаких дальнейших мер. Мэннинг позже отрицал эти обвинения. Алан Ходжес, сержант полиции, осуществлявший надзор за расследованием, заявил на допросе, что социальные работники воспрепятствовали полиции в рассмотрении дела по защите детей. В период с декабря 1999 по январь 2000 года Артуруорри трижды приезжала к квартире Кэу, но ей никто не открывал. Своему шефу, Кэролу Батисте, она высказала предположение, что они вернулись во Францию. Несмотря на отсутствие доказательств, её начальник сделал надпись на деле Климби, что они покинули этот район. 18 февраля 2000 года они написали Кэу, что, если она не выйдет на контакт с ними, они закроют дело. Дело было закрыто через неделю, 25 февраля 2000 года — в день смерти Климби.

### Смерть и суд

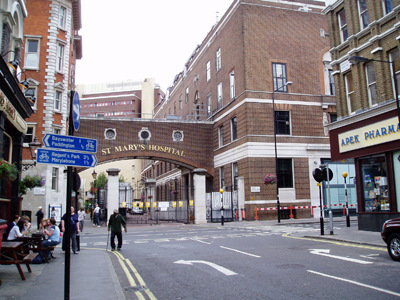
Больница Сент-Мэри, где Климби умерла

24 февраля 2000 года Викторию Климби привезли во Вселенскую церковь «Царство Божие» в полубессознательном состоянии. Пастор Лима отмечал, что кожа девочки была холодной и влажной; он посоветовал отправить её в больницу. Выйдя из церкви, Кэу, Климби и Мэннинг вызвали такси. Водитель был испуган состоянием Климби и доставил её прямо в отделение несчастных случаев и чрезвычайных ситуаций больницы Северного Миддлсекса; затем её перевели в отделение интенсивной терапии больницы Сент-Мэри. Водитель скорой помощи, который вёз её в Сент-Мэри, рассказал, как Кэу держала её и приговаривала «моя малышка, моя малышка». Тем не менее, её беспокойство выглядело «недостаточно сильным», а по виду Мэннинга казалось, что происходящее его совершенно не трогает. При госпитализации у потерявшей сознание Виктории были зафиксированы симптомы переохлаждения и полиорганной недостаточности, в следующие несколько часов начались нарушения в работе дыхательной системы, сердца и почек. Климби умерла на следующий день в 15:15 по местному времени. Патологоанатом, которая осмотрела Климби, насчитала на её теле 128 отдельных травм и шрамов. Она назвала этот случай худшим примером жестокого обращения с детьми, который ей когда-либо доводилось видеть. На теле девочки были ожоги от сигарет, следы от ударов велосипедными цепями, молотком и проводами. Во время проживания Климби в Великобритании о ней знали четыре отдела социального обслуживания, три отдела по вопросам жилья, два отряда полиции по защите детей, две больницы, центр Национального общества по предотвращению жестокого обращения с детьми и несколько местных церквей. Она была похоронена в Гран-Басаме в Кот д’Ивуаре вблизи своего родного города.
Кэу была арестована в тот же день, когда умерла Климби, Мэннинг — на следующий день. Кэу говорила полиции: «Это ужасно, я только что потеряла ребёнка». 20 ноября 2000 года в Олд-Бейли начался суд по делу смерти Климби, Кэу и Мэннингу были предъявлены обвинения в жестоком обращении с детьми и убийстве. Кэу отрицала все обвинения, а Мэннинг признал себя виновным в жестокости и неумышленном убийстве. Судья назвал чиновников, фигурировавших в деле Климби, «ослепительно некомпетентными». В своём дневнике Мэннинг назвал Климби Сатаной, а на допросе сказал, что, как бы сильно он ни бил её, она не плакала и легко переносила любые побои и боль. 12 января 2001 года оба были признаны виновными и приговорены к пожизненному заключению. Судья сказал им: «То, что пережила Виктория, было действительно невообразимым. Она умерла на ваших руках одинокой долгой смертью». Кэу попала в Даремскую тюрьму, а Мэннинг — в Уэйкфилдскую.

## Расследование
20 апреля 2000 года министр здравоохранения Алан Милберн и министр внутренних дел Джек Стро назначили лорда Уильяма Лэминга, бывшего главу Инспекции социальных служб, главой государственного следствия по делу о смерти Климби. Лэмингу дали право выбора формата расследования, он выбрал публичный вариант. Это было первое расследование, инициированное сразу двумя британскими министерствами, его назвали именем жертвы, Виктории Климби. Расследование на самом деле состояло из трёх отдельных частей, так как его правовой базой были три нормативных акта: раздел 81 Закона о детях 1989 года, раздел 84 Закона о Национальной службе здравоохранения 1977 года и раздел 49 Закона о полиции 1996 года. В расследовании принимали участие социальные службы, Национальная служба здравоохранения, а также полиция; оно стало первым трёхсторонним расследованием по защите детей. В деле также участвовал королевский адвокат Нил Гарнхэм. Процесс шёл в Ганнибал-Хаузе (в лондонском районе Элефант-энд-Касл), затраты составили 3,8 млн фунтов, дело стало самым дорогим расследованием по защите детей в истории британского правосудия. Был создан специальный веб-сайт victoria-climbie-inquiry.org.uk, где в свободном доступе выкладывались все доказательства и документы.
Расследование началось 31 мая 2001 года и проходило в два этапа. На первом этапе в виде слушаний исследовалось влияние различных граждан и учреждений на конечный результат — смерть Климби. Были допрошены 270 свидетелей. Первый этап слушания начался 26 сентября 2001 года и завершился 31 июля 2002 года; первоначально предполагалось окончить его к 4 февраля, но произошла задержка из-за ряда документов. Второй этап расследования, который длился с 15 марта по 26 апреля 2002 года, принял форму пяти семинаров, в целом посвящённых системе защиты детей. Они прошли под председательством Гарнхэма с участием экспертов по всем аспектам защиты детей.

### Споры по назначению Лэминга
Назначение Лэминга было спорным, так как в 1990 году он был директором департамента социальных услуг Совет графства Хартфордшир, который в своё время подвергся резкой критике за ненадлежащую обработку случаев жестокого обращения с детьми. В 1995 году омбудсмен местного самоуправления сделал вывод о недобросовестности в действиях организации. Отец ребёнка, фигурировавшего в одном из дел, сказал о назначении Лэминга так: «Я не вижу у него нужной квалификации и опыта, чтобы вести расследование в другом районе, который точно так же не смог защитить ребёнка, как не смогло его собственное ведомство в 1990 году». Пресс-секретарь Партии либеральных демократов Пол Берстоу сказал: «Выводы омбудсмена в хартфордширском деле должны вызвать вопросы о назначении лорда Лэминга главой данного расследования». В свою очередь, пресс-секретарь Консервативной партии Лиам Фокс заявил: «Я считаю, что правительство, возможно, должно было подумать дважды об этом и, может быть, они ещё передумают». Министерство здравоохранения, однако, объявило о своей полной уверенности в том, что Лэминг лучше всего подходит для ведения расследования".

### Обструкция доказательств
Несколько документов были предоставлены комиссии Лэминга с опозданием или при подозрительных обстоятельствах. Доклад Инспекции социальных служб был подан с опозданием, в инспекции полагали, что документ не имеет отношения к расследованию. Доклад подготовили в апреле 2001 года, но следствие получило его только в 2002 году. Более ранний отчёт совместной инспекции о Центре социальных услуг Харинги, на котором в значительной степени базировалось расследование, гласил, что клиенты центра «обычно обслуживались хорошо»; однако в новом докладе говорилось, что предыдущий документ представлял «чрезмерно оптимистичную картину предоставления социальных услуг Харинги, особенно детских услуг». Поздно были получены и другие документы: Совет Харинги передал 71 документ, касающийся дела, только через пять месяцев после начала слушания. Лэминг сказал: «Это показывает вопиющее и грубое пренебрежение работой данного расследования». Участникам дела угрожали дисциплинарными санкциями. Это был не первый случай, когда Совет Харинги не предъявил документы вовремя, в итоге Лэминг сказал своему главному экспедитору: «Это длинная и печальная сага об отложенных датах и пропущенных сроках». Гарнхэм предупреждал, что высшее руководящее звено Харинги, имевшее доступ к документам, будет пользоваться несправедливым преимуществом в расследовании, но Лэминг заявил, что проследит, чтобы Харинги не получило никаких преимуществ. В ходе расследования была выявлена противоречивая информация в файлах Национального общества по предотвращению жестокого обращения с детьми. Один файл гласил, что случай Климби был «взят под постоянный контроль», в то время как другая компьютерная запись, сделанная после смерти Климби, гласила, что «никаких дальнейших мер» предпринимать не требуется. Это указывало на вероятность, что записи были изменены задним числом. Документы, выданные следствию, также могли пройти обработку: Национальное общество передало фотокопии оригинала документа, в который вносились изменения. Представители ведомства утверждали, что оригиналы были утрачены, однако в дальнейшем под давлением следствия они нашлись. Национальное общество провело внутреннее расследование, но не нашло никаких доказательств обмана.

### Выводы слушаний
Во время расследования звучали мысли, что многие советы были неукомплектованными, недостаточно финансировались и плохо управлялись. Исполнительный директор Брентского совета заявила, что у её отдела социальных услуг были «серьёзные недостатки». При расследовании были отмечены такие проблемы: во многих случаях Центр социальных услуг Брента закрывался как раз перед осмотром инспекции социальных услуг; детей размещали в гостиницах без сопровождения взрослых, а другие дети, нуждавшиеся в помощи, её не получали. Следствие узнало, что Эдварду Армстронгу ранее было запрещено работать с детьми после неудовлетворительной обработки дела 1993 года. Советы Харинги и Брента потратили 18,7 млн фунтов и более 26 млн фунтов соответственно в течение 1997—1999 годов на работу отдела социальных услуг в области образования и других сферах. Оба урезали бюджеты сферы детских услуг на общую сумму 28 млн фунтов, они сэкономили более 10 млн фунтов в 1998—1999 годах, в результате чего упало качество услуг по защите детей. Следствие узнало, что Совет Харинги не смог назначить социальных работников 109 детям в мае 1999 года, незадолго до того, как его сотрудники взялись за дело Климби. Причём в январе 2002 года Совет Харинги не смог назначить социальных работников 50 детям. Совет Харинги написал письмо Лэмингу, утверждая, что социальные работники при даче показаний были допрошены более строго, чем другие свидетели. Лэминг осудил письмо: «Я не потерплю никакой скрытой попытки повлиять на то, как ведётся допрос». Мэри Ричардсон, директор Центра социальных услуг Харинги с 1 апреля 1998 по 31 марта 2000 года, несла ответственность за реструктуризацию отдела, которая, по данным союза UNISON, «практически парализовала» службу защиты детей. Она получила отзывы 12 старших практиков и менеджеров команды, критиковавших её планы как «потенциально опасные и вредные для людей, которым мы предлагаем помощь». Ричардсон не представила ответа по существу на докладную записку. Она, однако, говорила на допросе, что вина лежит практически на всём руководстве. Гурбукс Синг, бывший исполнительный директор Совета Харинги (ранее ставший председателем Комиссии по расовому равенству), сказал, что не мог ничего сделать, дабы предотвратить смерть Климби. Гарнхэм, сравнивая увёртки руководителей служб с готовностью доктора Росситер принять на себя ответственность, заявил: «Готовность признать ошибки по крайней мере служит залогом прогресса, не так ли?»
Сама Кэу, придя на допрос, стала первым осуждённым убийцей, лично представшим перед публичным следствием. Первоначально она отказалась отвечать на вопросы, а когда отвечала (в основном оспаривала свою вину), сначала говорила по-французски, затем, повышая голос, в гневе переходила на английский. Показания Мэннинга передавались по видеосвязи из тюрьмы, в них он извинился за свои действия и сказал, что никакие учреждения не виновны в смерти Климби. СМИ запрашивали доступ к этому видео, но Лэминг дал отказ. Родители Климби также давали показания и присутствовали на большинстве слушаний, они были в отчаянии, услышав о тяжёлом положении Климби и увидев фотографии её травм. Они обвинили в смерти Климби Совет Харинги и его исполнительного директора.
Было установлено, что Артуруорри, начинающий работник социальных служб, имевшая на момент рассмотрения случая Климби всего 19 месяцев опыта в области защиты детей, совершила ряд ошибок при работе с делом. Она обвинила своего работодателя в том, что он «сделал из неё козла отпущения» и подвергла критике своё начальство и весь отдел за то, что они должным образом не проинструктировали нового сотрудника. Следствие узнало, что Артуруорри была перегружена работой, взяв на себя больше дел, чем позволяют руководящие инструкции. Кэрол Батист, первый руководитель Артуруорри, первоначально отказалась присутствовать на слушаниях, а затем дала размытые показания на допросе и заявила, что в период событий вокруг Виктории Климби страдала от душевного расстройства. Собственный ребёнок Батист был взят под опеку за несколько месяцев до смерти Климби. Артуруорри сказала, что во время их встреч Батист в основном обсуждала с ней «её чувства как чёрной женщины и её отношение к Богу», а не случаи защиты детей. Кроме того, Батист часто не приходила на консультации. Батист призналась, что она подробно не вчитывалась в дело Климби. Она была уволена в ноябре 1999 года, её признали профессионально непригодной для данной работы. На смену ей пришла Анджелла Мэирс, которая стала новым руководителем Артуруорри. Артуруорри обвинила Мэирс в том, что та не соблюдала стандарты по уходу за детьми и 28 февраля 2000 года, когда стало известно о смерти девочки, удалила из файла Климби важный документ, в котором рекомендовалось закрыть дело. Мэрис отрицала обвинения и заявила, что не читала дело Климби.
Следствие узнало, что в Службе столичной полиции было сокращено число полицейских, специализировавшихся на защите детей, чтобы увеличить количество полицейских, расследовавших убийства. Такой шаг был предпринят в 1993 году после дела Стивена Лоуренса. Инспектор уголовной полиции насчитал в Лондоне шесть команд по защите детей на время смерти Климби и написал отчёт с критикой их компетенции. Его бывший начальник, однако, пытался опровергнуть мнение, что он несёт «исключительно административную» ответственность за работу команд. Инспектор был доставлен в больницу, когда женщина облила его голову чернилами во время дачи показаний. Дэвид Уорвик (новый генеральный директор Совета Харинги), Батист, Столичная полиция и Национальное общество по предотвращению жестокого обращения с детьми извинились за свои просчёты в деле.

### Расовые соображения
26 сентября 2001 года в своей вступительной речи Гарнхэм сказал, что, возможно, в деле сыграл свою роль расовый фактор: чёрный ребёнок был убит своими чёрными воспитателями; и социальный работник, и полицейский, принимавшие наибольшее участие в деле были чернокожими. Гарнхэм добавил, что, возможно, к бездействию привёл страх подвергнуться обвинениям в расизме. В ходе слушаний Артуруорри (которая была вест-индской негритянкой) призналась, что на её видение дела повлиял национальный менталитет. Она предположила, что робкое поведение Климби в присутствии Кэу и Мэннинга вызвано не боязнью, а уважением к своим родителям, характерным для афро-карибской культуры. Ратна Датт, директор отдела расового равенства (ныне «Race Equality Foundation», благотворительная организация, которая проводит обучение расовой осведомлённости работников социальной сферы), позже сказала: «Это подразумевает, что этническим меньшинствам можно предоставлять услуги низкого качества, прикрываясь якобы уважением к чужой культуре. Это постыдная позиция, поскольку она позволяет утверждать, что антирасизм мешает эффективной работе». Противопоставляя итоги расследования для белых и чёрных сотрудников, участвовавших в деле, она добавила: «Как правило, если в чём-то обвиняют чернокожих работников, они не смогут найти рабочие места в других местных органах власти. Вот как проявляется институциональный расизм». Джеки Смит, на тот момент министр здравоохранения, а с 2007 года министр внутренних дел, сказала: «Я не увидела доказательств того, что бездействие социальных работников носит повсеместный характер… Не существует культур, оправдывающих насилие над детьми. Мы даём понять предельно ясно, что социальные работники и социальные отделы обязаны оценивать опасность насилия над ребёнком и, если они думают, что она есть, — принимать меры.» Расовому вопросу была посвящена целая глава доклада по итогам расследования.

## Последствия

### Отчёт Лэминга
Когда обе фазы расследования были завершены, Лэминг начал писать окончательный доклад. В докладе Лэминга, опубликованном 28 января 2003 года, указывалось, что учреждения, занимавшиеся опекой Климби, не смогли защитить её. По крайней мере в 12 случаях работники, участвовавшие в её деле, могли бы предотвратить её смерть, особенно осуждались топ-менеджеры. На презентации доклада мать Виктории спела любимую песню своей дочери в память о ней.
В 400-страничном докладе содержалось 108 рекомендаций относительно реформы системы защиты детей. Совместно с представителями всех групп, занимающихся вопросами защиты детей, предполагалось создание региональных и местных комитетов по делам детей и семей. Ранее каждый местный орган власти самостоятельно вёл реестр дел по защите детей и список детей, которым, предположительно, грозила опасность, при этом не существовало национального реестра. Это в сочетании со склонностью местных властей замалчивать информацию о случаях жестокого обращения с детьми стало толчком к реализации проекта базы детских данных. К тому времени, как отчёт был опубликован, уже были созданы две организации по улучшению ухода за детьми: Генеральный совет социального обеспечения и Институт социального обеспечения.

### Критика агентств
После смерти Виктории Климби критике подверглись агентства, участвовавшие в деле, а также система обслуживания детей в целом. Депутат Лейбористской партии Алан Милберн сказал: «Это не была неудача одной службы, это был провал всех служб». Пресс-секретарь консерваторов Фокс заявил, что случай Климби стал «шокирующей историей индивидуальной профессиональной непригодности и системной некомпетентности». Либерал-демократ Берстоу сказал: «Есть ужасное чувство дежавю в докладе Лэминга. Те же недостатки привели к тем же ошибкам с теми же упущенными возможностями для спасения жизни замученного ребёнка». Депутат от Лейбористской партии Карен Бак заявила: «Союз семей Бэйсуотера рассказал мне, что история Климби может повториться сотни раз. […] Дело Виктории Климби подчеркнуло, насколько легко не обратить внимания на уязвимые семьи, особенно если английский — не их родной язык и они не живут подолгу на одном месте». В 1999 году Министерство здравоохранения выпустило документ «Работаем вместе, чтобы ограничить использование детей» (на данный момент заменён), в нём было изложено руководство по защите детей для врачей, медсестёр и акушерок. Королевское общество медсестёр, однако, указало на имеющиеся свидетельства того, что многие медсёстры не получают надлежащей подготовки в этих областях. Дениз Платт, главный инспектор социальных услуг, сказал, что врачи, полицейские и учителя часто думают, что должны лишь помогать социальным работникам, забывая, что у них есть своя собственная роль. Майк Лидбеттер, президент Ассоциации директоров социальных служб, заявил, что многие медицинские работники «не занимаются защитой детей». После расследования у некоторых складывалось ощущение, что топ-менеджерам удалось уйти от ответственности и что были наказаны только младшие сотрудники. Берстоу сказал: «Большинство детей, которые умирают от жестокого обращения или пренебрежения в этой стране, лично знакомы с виновными; большинство фактов насилия исходят от членов семьи и „друзей“. Как общество мы всё ещё не признали эту жестокую истину».

### Критика доклада
Доклад Лэминга подвергся критике со стороны Кэролайн Абрамс и Деборы Лайтфут из организации «NCH Action for Children». Его назвали слишком ограниченным, чрезмерно большое внимание уделяющим частному случаю Виктории Климби, а не общей практике защиты детей. По мнению Гарри Фергюсона, профессора социальной работы Университета Западной Англии, «отчёт Лэминга слишком сильно ориентирован на внедрение новых структур и не учитывает, что защита детей требует хорошей интуиции». Он раскритиковал подход к защите детей за уделение чрезмерно большого внимания худшим случаям и постоянные попытки предотвратить их, вместо того, чтобы обращать внимание также и на успехи. Он добавил, что чрезмерно большое внимание, уделяемое любому частному случаю, и попытки реформ на этой основе «весьма проблематичны». Лэминг ответил на критику Ассоциации директоров социальных служб, которая утверждала, что его рекомендации потребуют гораздо больше средств, заявив, что этим аргументам не хватало «интеллектуальной строгости», и отверг мнение, будто его реформы носят слишком бюрократический характер. В газете The Guardian писали, что в докладе не рассматриваются проблемы с персоналом, непосредственно работающим с клиентами. Дерек Мид из «Action for Children» сказал: «Я верю, что отчёты следствия изменили к лучшему систему защиты детей, и я абсолютно уверен, что доклад лорда Лэминга также поспособствует этому».

### Изменения в системе защиты детей
Смерть Климби в значительной степени послужила поводом для различных изменений в области защиты детей в Англии. Была сформирована программа «Каждый ребёнок значим» с инициативой, направленной на улучшение жизни детей; подписан Закон о детях 2004 года, который обеспечил нормативную базу для многих реформ; создан «ContactPoint», база данных, предназначенная для хранения информации о всех детях Англии и Уэльса (на данный момент не используется); и создана должность уполномоченного по делам детей, который возглавляет отдельное Управление, обслуживающее детей и семьи.

### Другие последствия
Газета The Guardian опубликовала обзор, посвящённый освещению дела Виктории Климби в средствах массовой информации, отметив следующую тенденцию: сенсационные события получили широкое освещение, чего нельзя сказать про другие важные, но менее интересные факты. В статье говорилось, что из национальных газет только The Guardian и The Independent широко освещали свидетельские показания в ходе слушаний. Возможное объяснение звучит так: «Большая часть доказательств была связана с социальными услугами, которые многие другие издания рассматривают как политкорректную трату денег на недостойных».
В августе 2002 года Батист была оштрафована на 500 фунтов после того, как была признана виновной в умышленной неявке на допрос. Родители Климби, выступая через представителя (друга семьи), сказали: «Мы, семья, ожидали, что она будет вести себя более серьёзно». Это был первый случай привлечения к ответственности за уклонение от публичного расследования. В сентябре 2002 года Артуруорри и Мэирс были уволены в рамках дисциплинарных санкций. Министр образования Чарльз Кларк также внёс их в «чёрный список» Закона о защите детей 1999 года, отстранив их от работы с детьми. В октябре 2004 года Артуруорри обжаловала своё увольнение, заявив, что она была обманута Кэу и Мэннингом, введена в заблуждение медицинскими заключениями, плохо проинструктирована своими менеджерами и стала козлом отпущения за неудачи других людей. Эта апелляция была отклонена. В 2005 году Артуруорри обжаловала запрет, отстранявший её от работы с детьми, и выиграла дело. В 2004 году Мэирс подала аналогичную апелляцию и также выиграла; позже это решение безуспешно оспаривалось в Верховном суде. В 2004 году шестерым полицейским, участвовавшим в деле, были предъявлены обвинения. Тем не менее, все шестеро сохранили свои рабочие места, лишь некоторые получили выговоры и предупреждения. В 2004 году Генеральный медицинский совет снял обвинение в нарушении профессиональной этики с доктора Шварц.
Совет Харинги провёл внутренние прения по докладу Лэминга. Член совета, Рон Айткен, пригласил выступить на дебатах родителей Виктории Климби, но председатель Совета, Джордж Михан, отказал им в участии в прениях. Только давление со стороны оппозиции и местной прессы заставило его сменить решение. Поскольку Джордж Михан изменил свою позицию только накануне встречи, в Актон была специально отправлена машина, чтобы доставить в совет Фрэнсиса и Берту Климби, а также переводчика Мора Дьюма. На встрече Климби через переводчика обрушились на совет с критикой за ненадлежащее рассмотрение дела и особенно за пренебрежительное отношение к расследованию Лэминга. Мор Дьюм позже стал директором Фонда Виктории Климби.
Правительство поставило отдел социальных услуг Харинги на учёт, в рамках которого требовался постоянный надзор со стороны профильной инспекции. Получили огласку обвинения, согласно которым в 2004—2005 годах топ-менеджеры Совета Харинги проигнорировали случаи насилия над детьми и ополчились против социального работника, который стремился разоблачать насилие.
Родители Климби создали благотворительную организацию, которая направлена на улучшение политики по защите детей, а также Благотворительный фонд Виктории Климби, занимающийся строительством школ в Кот-д’Ивуаре. Кроме того, они участвовали в лоббировании ряда реформ по защите детей. Драматург Лэнс Нильсен написал пьесу, основанную на истории Виктории Климби, которая в течение 2002 года шла в театре «Hackney Empire».
После смерти Климби радиокомментаторы обсудили историю защиты детей, различные случаи насилия и смертей, отметив, что с 1945 года были проведены 70 публичных расследований жестокого обращения с детьми. Они сравнивали дело Климби со многими другими, особенно с делом Марии Колуэлл 1973 года. Были выявлены многочисленные случаи различной давности, когда дети подвергались насилию и были убиты своими опекунами, а учреждения, которые должны были оказать им помощь, подвели их. Отмечалось, что смерти детей также привели к расследованиям и реформам, которые, однако, не сохранили жизнь множеству других детей, убитых в дальнейшем. Комментаторы добавили, что «ежегодно от рук родителей или опекунов погибают в среднем 78 детей; модель преступления неизменна уже 30 лет, начиная с кончины Марии Колуэлл, вызвавшей первый случай критики „срыва связи“». Утверждения, что эти реформы будут отличаться от предыдущих, были восприняты скептически. Например, доктор Крис Харви, директор управления оперативной деятельности «Barnardo’s», сказал: «Трагический случай Виктории является последним в печальной перекличке детских смертей, каждая из которых ведёт к новым расследованиям и новым, но повторяющимся наборам рекомендаций». Ян Уиллмор, бывший заместитель главы Совета Харинги, сказал: «„Сценарий“ этого вида расследований теперь почти традиционный: министр выступает по телевизору, настаивая, что „это никогда не должно повториться“. Ответственность возлагается на нескольких рядовых членов персонала, которых заранее удобно уволить. Критика говорит о плохой связи, даёт серьёзные рекомендации по улучшению координации и возможной реструктуризации. Члены Совета (все новоназначенные) выступают по телевидению и говорят, что всё изменилось с тех пор, как началось расследование. Все выглядят очень искренними. Голоса срываются от сочувствия. Никаких существенных изменений».
В Великобритании оказание социальных услуг регулирует Ревизионная комиссия. Джон Седдон отметил в интервью The Times, что «Совет Харинги получил четыре звезды на момент смерти Виктории Климби и Питера Коннелли».